# صوفي (شوط)
صوفي هي قرية في مقاطعة شوط‌، إيران. عدد سكان هذه القرية هو 2,523 في سنة 2006.